# Crisia fistulosa
Crisia fistulosa är en mossdjursart som först beskrevs av Heller 1867.  Crisia fistulosa ingår i släktet Crisia och familjen Crisiidae. Inga underarter finns listade i Catalogue of Life.